# Normunds Sējējs
Normunds Sējējs (* 16. února 1968, Riga, Sovětský svaz) je bývalý lotyšský hokejový obránce, v současnosti působí jako trenér.

## Hráčská kariéra

### Klubová kariéra
Do vrcholového hokeje vstoupil v roce 1987, kdy začal hrát sovětskou ligu za Dinamo Riga. Hned v první sezóně se s klubem radoval z druhého místa v nejvyšší sovětské soutěži. Za lotyšský klub (později pod dalšími názvy - Stars Riga, HK Pārdaugava Riga) hrával i po rozpadu Sovětského svazu nadále ve společné Mezinárodní hokejové lize. Od roku 1994 pak vystřídal řadu klubů v různých evropských soutěžích. Přes finské druholigové KooKoo se dostal do české extraligy. V sezóně 1996/1997 působil v Litvínově, později v sezónách 1998/1999 a 2000/2001 v Karlových Varech. Poté hrál tři sezóny na Slovensku za Duklu Trenčín a Slovan Bratislava a na závěr kariéry v klubu HK Riga 2000, který hrával v lotyšské i běloruské lize.

### Reprezentační kariéra
Patřil do základní sestavy reprezentace Lotyšska v době jejího znovuobnovení po rozpadu Sovětského svazu. Prošel s ní od skupiny C v roce 1993 přes dvojnásobnou účast ve skupině B až do elitní kategorie mistrovství světa, které Lotyši hráli poprvé v roce 1997. Celkem se účastnil šesti mistrovství světa skupiny A. Naposledy reprezentoval na olympijské kvalifikaci v roce 2005.

## Trenérská kariéra
Po ukončení aktivní kariéry působil nadále v Dinamu Riga, ještě jako hráč byl v poslední sezóně také hrajícím asistentem, později se stal hlavním trenérem a generálním manažerem týmu. V současnosti (2021) je hlavním trenérem týmu HK Liepāja.

## Statistiky
| Sezona         | Klub                  | Soutěž         | Základní část | Základní část | Základní část | Základní část | Základní část | Play off | Play off | Play off | Play off | Play off |
| Sezona         | Klub                  | Soutěž         | Z             | G             | A             | B             | TM            | Z        | G        | A        | B        | TM       |
| -------------- | --------------------- | -------------- | ------------- | ------------- | ------------- | ------------- | ------------- | -------- | -------- | -------- | -------- | -------- |
| 1987-88        | Dinamo Riga           | SSSR           | 23            | 0             | 0             | 0             | 16            |          |          |          |          |          |
| 1989-90        | Dinamo Riga           | SSSR           | 44            | 0             | 0             | 0             | 32            | —        | —        | —        | —        | —        |
| 1990-91        | Dinamo Riga           | SSSR           | 45            | 0             | 2             | 2             | 48            | —        | —        | —        | —        | —        |
| 1991-92        | Rīgas Stars           | MHL            | 30            | 0             | 1             | 1             | 20            | —        | —        | —        | —        | —        |
| 1992-93        | HK Rīgas Pārdaugava   | MHL            | 16            | 7             | 6             | 13            | 10            | 2        | 0        | 1        | 1        | 2        |
| 1992-93        | HK Rīgas Pārdaugava B | LAT            | 4             | 1             | 1             | 2             | 2             | —        | —        | —        | —        | —        |
| 1993-94        | HK Rīgas Pārdaugava   | MHL            | 40            | 1             | 7             | 8             | 48            | —        | —        | —        | —        | —        |
| 1994-95        | KooKoo                | FIN-2          | 46            | 10            | 16            | 26            | 79            | 4        | 0        | 1        | 1        | 2        |
| 1996-97        | HC Litvínov           | CZE            | 48            | 6             | 22            | 28            | 46            | —        | —        | —        | —        | —        |
| 1997-98        | EHC Essen             | GER-2          | 59            | 7             | 12            | 19            | 60            | —        | —        | —        | —        | —        |
| 1998-99        | HC Karlovy Vary       | CZE            | 48            | 3             | 19            | 22            | 70            | —        | —        | —        | —        | —        |
| 1999-00        | EHC Chur              | SUI-2          | 35            | 10            | 20            | 30            | 32            | 5        | 1        | 0        | 1        | 6        |
| 2000-01        | Karlovy Vary          | CZE            | 46            | 5             | 11            | 16            | 93            | 6        | 0        | 2        | 2        | 8        |
| 2001-02        | Dukla Trenčín         | SVK            | 43            | 5             | 13            | 18            | 57            | —        | —        | —        | —        | —        |
| 2002-03        | Dukla Trenčín         | SVK            | 54            | 6             | 20            | 26            | 62            | 12       | 0        | 1        | 1        | 8        |
| 2003-04        | HC Slovan Bratislava  | SVK            | 48            | 5             | 6             | 11            | 22            | 12       | 0        | 0        | 0        | 14       |
| 2004-05        | HK Riga 2000          | LAT            | 4             | 0             | 1             | 1             | 12            | 9        | 2        | 4        | 6        | 0        |
| 2004-05        | HK Riga 2000          | BLR            | 32            | 3             | 7             | 10            | 30            | 3        | 1        | 0        | 1        | 2        |
| 2005-06        | HK Riga 2000          | LAT            | ?             | 0             | 0             | 0             | 0             | —        | —        | —        | —        | —        |
| 2005-06        | HK Riga 2000          | BLR            | 19            | 0             | 7             | 7             | 18            | —        | —        | —        | —        | —        |
| Kariéra celkem | Kariéra celkem        | Kariéra celkem | 768           | 68            | 195           | 263           | 857           | 55       | 4        | 10       | 14       | 46       |

### Reprezentační statistiky
| 1993   | Lotyšsko | MS 1993 C         | 7  | 0 | 7  | 7  | 6  |
| 1994   | Lotyšsko | MS 1994 B         | 7  | 0 | 1  | 1  | 6  |
| 1995   | Lotyšsko | MS 1995 B         | 7  | 1 | 3  | 4  | 4  |
| 1996   | Lotyšsko | MS 1996 B         | 6  | 0 | 1  | 1  | 6  |
| 1997   | Lotyšsko | MS 1997           | 8  | 1 | 2  | 3  | 6  |
| 1998   | Lotyšsko | MS 1998           | 2  | 1 | 0  | 1  | 2  |
| 1999   | Lotyšsko | MS 1999           | 6  | 0 | 1  | 1  | 8  |
| 2000   | Lotyšsko | MS 2000           | 7  | 0 | 1  | 1  | 4  |
| 2001   | Lotyšsko | ZOH kvalifikace   | 3  | 0 | 1  | 1  | 0  |
| 2001   | Lotyšsko | MS 2001           | 6  | 0 | 0  | 0  | 4  |
| 2004   | Lotyšsko | MS 2004           | 7  | 0 | 2  | 2  | 10 |
| 2005   | Lotyšsko | ZOH - kvalifikace | 3  | 0 | 2  | 2  | 2  |
| Celkem | Celkem   | Celkem            | 69 | 3 | 21 | 24 | 58 |